# یلوه ابروسفید
یلوه ابروسفید یا یلوه خاکستری (نام علمی: Porzana cinerea) نام یک گونه از تیره یلوگان است.